# 聖伯多祿朱廉堂
聖伯多祿朱廉堂是澳洲悉尼一座天主教教堂，位於禧市佐治街641號，建於1964年，以至聖聖體修會會祖聖伯多祿·儒瑞安·愛麥命名。

## 外部連結
- St Peter Julian's Church （页面存档备份，存于）